# Halowe Mistrzostwa Świata w Lekkoatletyce 2010 – bieg na 400 m kobiet
Bieg na 400 m kobiet – jedna z konkurencji rozgrywanych podczas 13. Halowych Mistrzostw Świata w hali Aspire Dome w Dosze.
Wymagane minimum A do udziału w mistrzostwach świata wynosiło 53,25 (uzyskane w hali), bądź – 51,25 (na stadionie). Eliminacje i półfinały odbędą się 12 marca, a finał dzień później.

## Terminarz
| Data          | Godzina | Runda      |
| ------------- | ------- | ---------- |
| 12 marca 2010 | 9:00    | Eliminacje |
| 12 marca 2010 | 19:05   | Półfinał   |
| 13 marca 2010 | 17:30   | Finał      |

## Rezultaty
| Poz. – pozycja \| CR – rekord mistrzostw \| NR – rekord kraju                                      |
| PB – rekord życiowy \| SB – najlepszy wynik w sezonie \| X – próba spalona \| – – pominięcie próby |

### Eliminacje
W rundzie eliminacyjnej zawodniczki podzielono na cztery grup. Do półfinałów awansowały bezpośrednio 2 pierwsze zawodniczki z każdego biegu oraz dodatkowo 4, które we wszystkich biegach uzyskały najlepsze czasy wśród przegranych.
| Pozycja | Bieg | Zawodniczka              | Reprezentacja       | Czas    | Uwagi |
| ------- | ---- | ------------------------ | ------------------- | ------- | ----- |
| 1       | 1    | Debbie Dunn              | Stany Zjednoczone   | 52.24   | Q     |
| 2       | 1    | Christine Amertil        | Bahamy              | 52.50   | Q     |
| 3       | 4    | Tatiana Firowa           | Rosja               | 52.67   | Q     |
| 4       | 1    | Amantle Montsho          | Botswana            | 52.72   | q, NR |
| 5       | 4    | Novlene Williams-Mills   | Jamajka             | 52.73   | Q     |
| 6       | 2    | Denisa Ščerbová-Rosolová | Czechy              | 52.75   | Q, PB |
| 7       | 2    | DeeDee Trotter           | Stany Zjednoczone   | 52.75   | Q     |
| 8       | 2    | Aliann Pompey            | Gujana              | 52.76   | q     |
| 9       | 2    | Bobby-Gaye Wilkins       | Jamajka             | 52.86   | q     |
| 10      | 4    | Maris Mägi               | Estonia             | 53.21   | q     |
| 11      | 3    | Natalja Nazarowa         | Rosja               | 53.50   | Q     |
| 12      | 4    | Zuzana Hejnová           | Czechy              | 53.56   |       |
| 13      | 3    | Wania Stambołowa         | Bułgaria            | 53.57   | Q     |
| 14      | 1    | Kou Luogon               | Liberia             | 53.69   |       |
| 15      | 3    | Virginie Michanol        | Francja             | 53.70   |       |
| 16      | 4    | Tiandra Ponteen          | Saint Kitts i Nevis | 53.89   |       |
| 17      | 3    | Antonina Jefremowa       | Ukraina             | 53.97   |       |
| 18      | 1    | Munira Saleh             | Syria               | 54.53   |       |
| 19      | 3    | Tjipekapora Herunga      | Namibia             | 55.40   | NR    |
| 20      | 3    | Kay Khine Lwin           | Birma               | 1:00.78 | PB    |
| –       | 2    | Racheal Nachula          | Zambia              | DNS     |       |
| –       | 2    | Klodiana Shala           | Albania             | DNS     |       |

### Półfinał
Awans do finału gwarantowało tylko zajęcie pierwszych trzech pozycji w jednym z dwóch biegów półfinałowych (Q).
| Pozycja | Bieg | Zawodniczka              | Reprezentacja     | Czas    | Uwagi |
| ------- | ---- | ------------------------ | ----------------- | ------- | ----- |
| 1       | 1    | Tatiana Firowa           | Rosja             | 51.36   | Q     |
| 2       | 1    | Novlene Williams-Mills   | Jamajka           | 51.77   | Q, SB |
| 3       | 2    | Debbie Dunn              | Stany Zjednoczone | 52.08   | Q     |
| 4       | 1    | Aliann Pompey            | Gujana            | 52.29   | Q     |
| 5       | 2    | Wania Stambołowa         | Bułgaria          | 52.30   | Q     |
| 6       | 2    | Amantle Montsho          | Botswana          | 52.34   | Q, NR |
| 7       | 1    | Christine Amertil        | Bahamy            | 52.36   | SB    |
| 8       | 2    | Natalja Nazarowa         | Rosja             | 52.47   |       |
| 9       | 1    | DeeDee Trotter           | Stany Zjednoczone | 52.55   |       |
| 10      | 2    | Denisa Ščerbová-Rosolová | Czechy            | 52.92   |       |
| 11      | 1    | Maris Mägi               | Estonia           | 53.30   |       |
| DSQ     | 2    | Bobby-Gaye Wilkins       | Jamajka           | (52.59) |       |

### Finał
| Pozycja | Zawodniczka            | Reprezentacja     | Czas  | Uwagi |
| ------- | ---------------------- | ----------------- | ----- | ----- |
|         | Debbie Dunn            | Stany Zjednoczone | 51.04 |       |
|         | Tatiana Firowa         | Rosja             | 51.13 | PB    |
|         | Wania Stambołowa       | Bułgaria          | 51.50 | SB    |
| 4       | Amantle Montsho        | Botswana          | 52.53 |       |
| 5       | Aliann Pompey          | Gujana            | 52.75 |       |
| –       | Novlene Williams-Mills | Jamajka           | DNF   |       |